# コートジボワール議会
コートジボワール議会（コートジボワールぎかい、フランス語: Parlement de Côte d'Ivoire）は、コートジボワールの立法府である。

## 概要
上院に相当する元老院と下院に相当する国民議会の両院で構成する。